# 湖南电子科技职业学院
28°13′20″N 112°59′46″E / 28.2223°N 112.99623°E
湖南电子科技职业学院位于湖南省长沙市岳麓区，为湖南省一所民办专科高等院校。

## 学校院系
湖南电子科技职业学院一共有12个系，2个部，30多个专业。
- 电子通信工程系
- 计算机科学技术系
- 数控与模具工程系
- 汽车工程系
- 建筑工程系
- 动漫设计系
- 服装艺术设计系
- 国际金融管理系
- 经济管理系
- 外语系
- 基础课教学部
- 继续教育部

## 学校文化

### 办学模式
产学结合、校企合作

### 文凭制度
“学历证书”和“职业资格证书”双证制

## 荣誉
- 长沙市劳动和社会保障局定点培训机构[1]
- 湖南省“模具设计师”培训与考证工作先进单位[1]
- 湖南省模具设计与制造学会先进单位[1]
- 湖南省教工委授予湖南省文明高校荣誉称号[1]
- 湖南省高职学院、成人高校学籍学历电子注册管理工作先进单位[1]
- 长沙市“爱国主义教学基地”[1]